# La lotería (película)
La lotería es una película de comedia mexicana de 1993 dirigida por Juan Fernando Perez Gavilan y protagonista por Maribel Fernández «La Pelangocha», Carmen Salinas,  Raúl Padilla «Chóforo», Ernesto Gómez Cruz, María Elena Saldaña y Sergio Ramos "El Comanche".

## Trama
Cuatro historias que giran en torno a los vendedores de billetes de lotería, y las experiencias cómicas y dramáticas que tal oficio les acarrea. Cada historia presenta un elenco diferente de vendedores ambulantes.

## Reparto
- Maribel Fernández «La Pelangocha»
- Carmen Salinas
- Raúl Padilla «Chóforo»
- Ernesto Gomez Cruz
- Maria Elena Saldaña
- Sergio Ramos "El Comanche"
- Armando Araiza
- Pedro Weber
- Carlos Monden
- Manuel Ojeda
- Alejandra Meyer como Ursula
- Patricia Rivera
- Juan Carlos Ruiz

## Recaudación
La lotería del año 1993 generó un total de $218.9 millones en taquilla en todo el mundo. Fue vista por más de 20 millones de espectadores, lo que la coloca en el puesto 21 de las películas de todos los tiempos que más han recaudado. Si tomamos en cuenta el género de la película, se sitúa en el puesto número 5 entre los dramas más taquilleros. El beneficio neto de la producción fue de alrededor de $100 millones, ya que el presupuesto de producción fue de $110 millones.